# Beverly Hills Cop III
Beverly Hills Cop III ist eine US-amerikanische Filmkomödie aus dem Jahr 1994 von John Landis. Die Hauptrolle spielte Eddie Murphy. Der Film ist die Fortsetzung von Beverly Hills Cop (1984) und Beverly Hills Cop II (1987).

## Handlung
Axel Foley ist Einsatzleiter bei einer Razzia gegen eine Hehlergruppe in Detroit, die in ihrer Werkstatt mit gestohlenen Autos und Ersatzteilen handelt. Dabei bekommen es Axel und seine Kollegen unerwarteterweise mit Berufskillern zu tun, die in der Werkstatt einen gestohlenen Laster mit brisanter Fracht abholen. Es kommt zu einem Feuergefecht zwischen den Polizisten und den schwer bewaffneten Killern, in dem Axels Chef, Inspektor Todd, tödlich getroffen wird. Die Killer entkommen schließlich mit dem Lastwagen samt seiner Fracht. Auf der Beerdigung von Inspektor Todd verspricht Axel seiner Witwe, dass er die Mörder ihres Mannes finden wird.
Da am Tatort Spuren gesichert werden können, die nach Los Angeles zu dem Freizeitpark Wonderworld führen, begibt sich Axel nun umgehend nach Kalifornien. Dort sichert er sich die Hilfe seines alten Freundes Billy Rosewood zu, der inzwischen Chef einer bezirksübergreifenden Sondereinheit der Polizei von Los Angeles ist. Unterstützung erhalten sie zudem von Detective Jon Flint, ein kurz vor der Pensionierung stehender und ziemlich abgeklärter Kollege von Billy.
Bei seinen eigenen Ermittlungen stößt Axel auf den Chef des Sicherheitsdienstes von Wonderworld, Ellis DeWald, und erkennt ihn als Todds Mörder, doch die Beweise reichen einfach nicht aus, um ihn zu verhaften. Dafür bitten ihn Onkel Dave, Gründer und Patron des Parks, und die Angestellte Janice um Hilfe. Daves Freund und Geschäftspartner, Roger Fry, ist vor einiger Zeit unter mysteriösen Umständen verschwunden, und sein letzter Brief an Onkel Dave ist nicht weniger rätselhaft, da er keine eindeutigen Hinweise zu enthalten scheint.
Axel beginnt auf eigene Faust im Park herumzuschnüffeln und entdeckt, dass DeWald und seine Leute einen Falschgeldring inmitten des Parks betreiben. Dafür benutzen sie allerdings kein ordinäres Papier, sondern ein spezielles Banknotenpapier, welches sich auch im gestohlenen Laster in Detroit befand und aus dem auch der Brief besteht, auf dem Roger Fry seine letzte Nachricht verfasste. Um die einzigen Zeugen zu beseitigen, schießt DeWald mit Foleys Waffe auf Onkel Dave, damit es so aussieht, als ob Foley den alten Mann getötet hätte. Foley entkommt jedoch und bringt dabei Onkel Dave noch rechtzeitig ins Krankenhaus, wo er sofort operiert wird. Da DeWald ihn jedoch mit Janice als Geisel um die Herausgabe des Banknotenpapiers erpresst, schleicht sich Axel nachts heimlich in den Park zurück, nimmt zusammen mit Billy Rosewood und Jon Flint den Kampf gegen die Bande auf und schafft es, DeWald mitsamt seinen Schergen unschädlich zu machen und dabei den Falschgeldring zu zerschlagen.
Am Ende bedankt sich der inzwischen wieder genesene Onkel Dave öffentlich bei Axel Foley und widmet ihm dafür eine neue Figur in Wonderworld, den Fuchs „Axel Fox“.

## Produktion
Drehbuchautor Steven E. de Souza schrieb die Story ursprünglich als eine Art „Stirb Langsam im Vergnügungspark“. Jede der von ihm geplanten Freizeitpark-Attraktionen hätte ca. 10 Millionen US-Dollar und der ganze Film rund 70 Millionen US-Dollar gekostet. Nach den ernüchternden Einspielergebnissen des Films Ein ehrenwerter Gentleman, in dem ebenfalls Eddie Murphy die Hauptrolle spielte, entschied Paramount Pictures das Budget auf 55 Millionen US-Dollar zu kürzen. Infolgedessen sollte sich der Film mehr auf die Ermittlungsarbeit konzentrieren und weniger auf die Action-Szenen. Zeitweilig wurde die Produktion gestoppt und die Paramount-Spitze versuchte die Budget-Probleme in den Griff zu bekommen. Anfänglich auf 55 Millionen US-Dollar geschätzt, überstieg das Budget aber bald 70 Millionen US-Dollar. Allein 15 Millionen US-Dollar davon waren die Gage für Hauptdarsteller Eddie Murphy.

### Wonderworld Park
Der im Film gezeigte Themenpark ist der California’s Great America, auch wenn einige Veränderungen am Columbia Carousel und dem Vortex roller coaster vorgenommen wurden. Der Park liegt in Santa Clara, Kalifornien und nicht in Beverly Hills, wie im Film behauptet. Die meisten Stunts in der Sky Whirl-Szene wurden im Studio gefilmt, jene Szene, in der George Lucas seinen Cameo-Auftritt hat. Die vermeintlich unter dem Park verlaufenden Tunnel sind ebenfalls nur Studioaufnahmen. Viele der im Film gezeigten Attraktionen, zum Beispiel der Triple Play oder der Sky Whirl, existieren heute nicht mehr. Ebenso wurde das Karussell am Ende des Parks (nicht das Columbia Carousel), welches für den Film gebaut wurde, verändert und letztlich durch Drop Zone ersetzt. Der Triple Wheel aus der Rettungsszene wurde nach dem Dreh ebenfalls abgebaut und verschrottet.
Bei Alien Attack handelt es sich tatsächlich um Earthquake: The Big One, eine Attraktion der Studio Tour der Universal Studios in Hollywood. Die roboterähnlichen „Aliens“ waren faktisch Schauspieler in Anzügen, die jenen aus Kampfstern Galactica ähneln (und nicht wie im Film suggeriert animierte Roboter).

## Trivia
- Für die Dreharbeiten zu Beverly Hills Cop 3 versöhnten sich Eddie Murphy und Regisseur John Landis, die seit ihrer letzten Zusammenarbeit Der Prinz aus Zamunda (1988) im Clinch gelegen und sich gegenseitig gemieden hatten. Es war Murphys ausdrücklicher Wunsch gewesen, dass Landis beim dritten Teil von Beverly Hills Cop die Regie übernahm. Landis fand das vorliegende Drehbuch von Beverly Hills Cop 3 allerdings schlecht, weshalb er es umfassend umschrieb.[1]
- Ein typisches Markenzeichen von Regisseur John Landis ist, in seinen Filmen kurze Gastauftritte an befreundete Filmemacher zu vergeben. In diesem Film sind zu sehen: Martha Coolidge, Joe Dante, George Schaefer, George Lucas, Arthur Hiller, Ray Harryhausen, Peter Medak, Barbet Schroeder und John Singleton.
- Das Komponisten-Duo Richard M. Sherman und Robert B. Sherman, bekannt als die Sherman-Brüder, wurde engagiert, um den „Wonderworld Song“ zu schreiben, der in der zweiten Hälfte des Films zu hören ist. Dieser ist eine komödiantische Variation ihres Erkennungssongs It’s A Small World. Die Sherman-Brüder wurden für ihre Filmmusik zu verschiedenen Walt-Disney-Filmen bekannt.
- Songschreiber Robert B. Sherman hat auch einen Gastauftritt im Film, er ist der dritte Gast in der Bar neben Arthur Hiller und Ray Harryhausen.
- Die Figur des „Uncle Dave“ im Film wurde lose nach dem Vorbild von Walt Disney geschaffen. Sein Darsteller Alan Young war viele Jahre zudem die englische Stimme von Dagobert Duck.
- Joey Travolta, ein Bruder von John Travolta, spielt zu Beginn des Films den Zivilpolizisten Giolito.
- Laut Rosewood befindet sich John Taggart inzwischen im Ruhestand. Tatsächlich war Schauspieler John Ashton zum Zeitpunkt des Films erst Mitte 40 und damit noch wesentlich jünger als Hector Elizondo.

## Kritiken
James Berardinelli bezeichnete den Film auf ReelViews als einen „uninspirierten“ Versuch, die Popularität von Eddie Murphy aus dem Anfang und der Mitte der 1980er-Jahre wieder zu erreichen. Er lobte lediglich die Nebenrolle von Bronson Pinchot.
Joe Brown lobte in der Washington Post vom 27. Mai 1994 die Darstellung von Eddie Murphy, bezeichnete sie aber auch als „unaufrichtig“. Er bewertete den Film als den am meisten „glanzlosen“ („lackluster“) Einstieg in das Geschäft mit den Fanartikeln.
Das Lexikon des internationalen Films bezeichnete den Film als eine „ganz auf Eddie Murphy zugeschnittene einfallslose Actionkomödie, die weder vom Sprachwitz noch vom Tempo der Inszenierung her an die ersten beiden Folgen der Serie anknüpfen kann.“

## Auszeichnungen
Regisseur John Landis und die Filmproduzenten wurden im Jahr 1995 für den Negativpreis Goldene Himbeere nominiert.

## Fortsetzung
Am 3. Mai 2014 kündigte Paramount Pictures ursprünglich für den 25. März 2016 einen vierten Teil der Filmreihe an. Die Hauptrolle des Axel Foley sollte dabei wieder von Eddie Murphy verkörpert werden.
Mitte November 2019 kündigte Paramount an, den vierten Teil nur über den Streaming-Dienst Netflix zu veröffentlichen, ohne einen genauen Termin zu nennen.
Die Dreharbeiten zum vierten Teil mit dem Titel Beverly Hills Cop: Axel F fanden im Sommer/Herbst 2022 statt. Er wurde im Juli 2024 beim Streaming-Dienst Netflix veröffentlicht, somit rund 30 Jahre nach dem dritten Teil der Reihe.